# Jutta Müller
Jutta Müller, född Lötzsch den 13 december 1928 i Chemnitz, Sachsen, död 2 november 2023 i Bernau bei Berlin, Brandenburg, var en tysk konståkningstränare och tidigare konståkare. Hennes adepter vann totalt tre olympiska guld, tio VM-titlar, 18 EM-titlar och 42 östtyska mästerskap. Hon är känd som tränare av Katarina Witt och dottern Gabriele Seyfert.
Jutta Müller blev som aktiv östtysk mästare i paråkning 1949 tillsammans med Irene Salzmann. På grund av kriget var det brist på manliga konståkare i paråkningen. Hon arbetade som lärare i tyska, musik, matematik och idrott och blev medlem i Tysklands socialistiska enhetsparti 1946. 
Müller började som tränare 1955 och blev med tiden en av de främsta konståkningstränarna. Hon var tränare i SC Karl-Marx-Stadt. De första stora framgångarna fick dottern Gabriele Seyfert som blev Europa- och världsmästare. Müller tränade sedan konståkare som Günter Zöller, Jan Hoffmann, Sonja Morgenstern, Marion Weber, Anett Pötzsch, Constanze Gensel, Katarina Witt, Simone Lang, Evelyn Großmann och Ronny Winkler.